# Pseudochazara
Pseudochazara är ett släkte av fjärilar. Pseudochazara ingår i familjen praktfjärilar.

## Bildgalleri

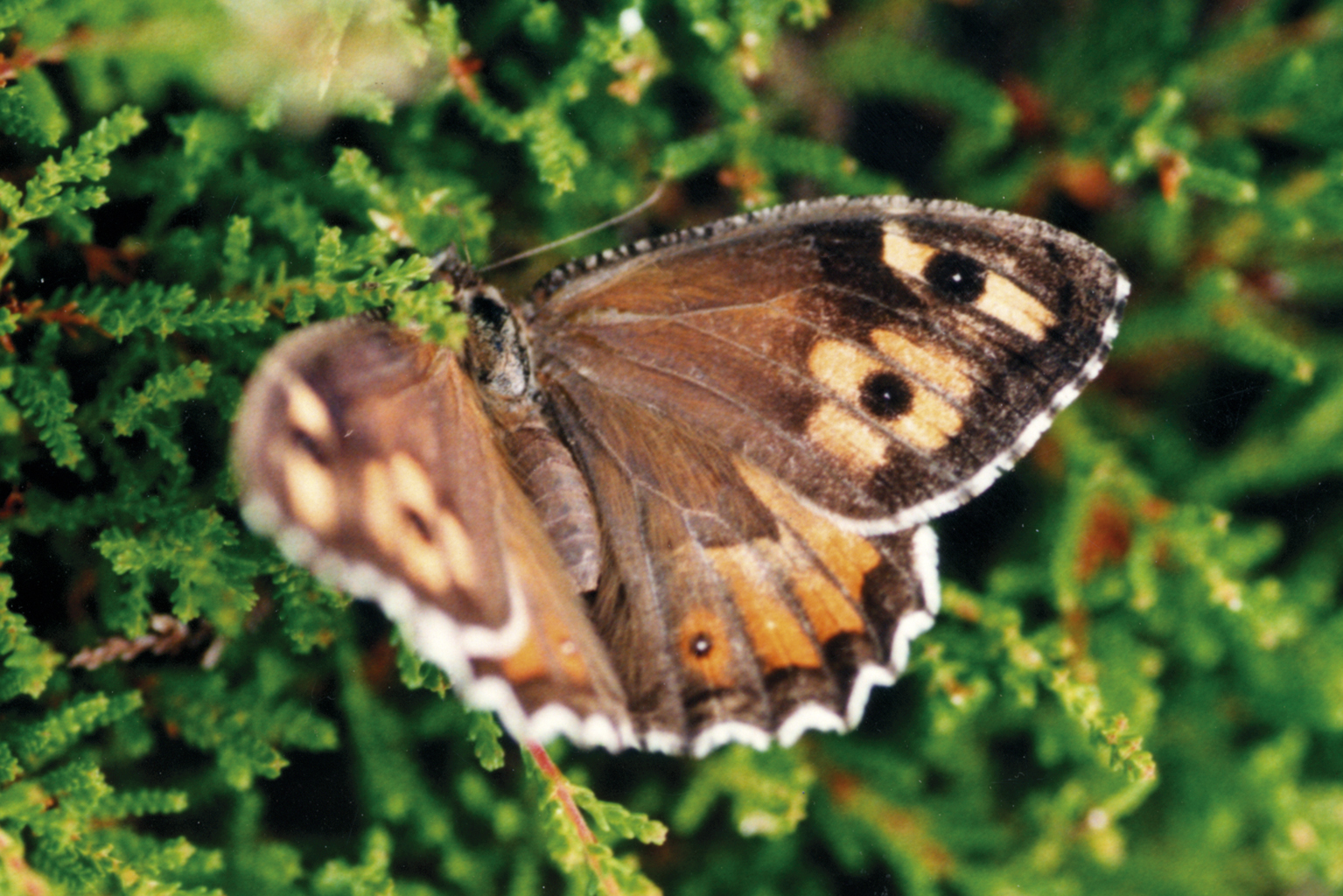
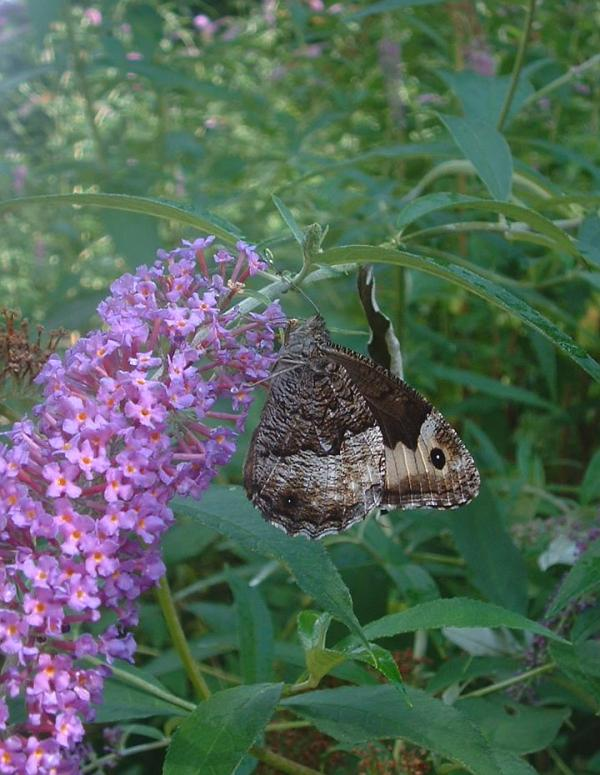
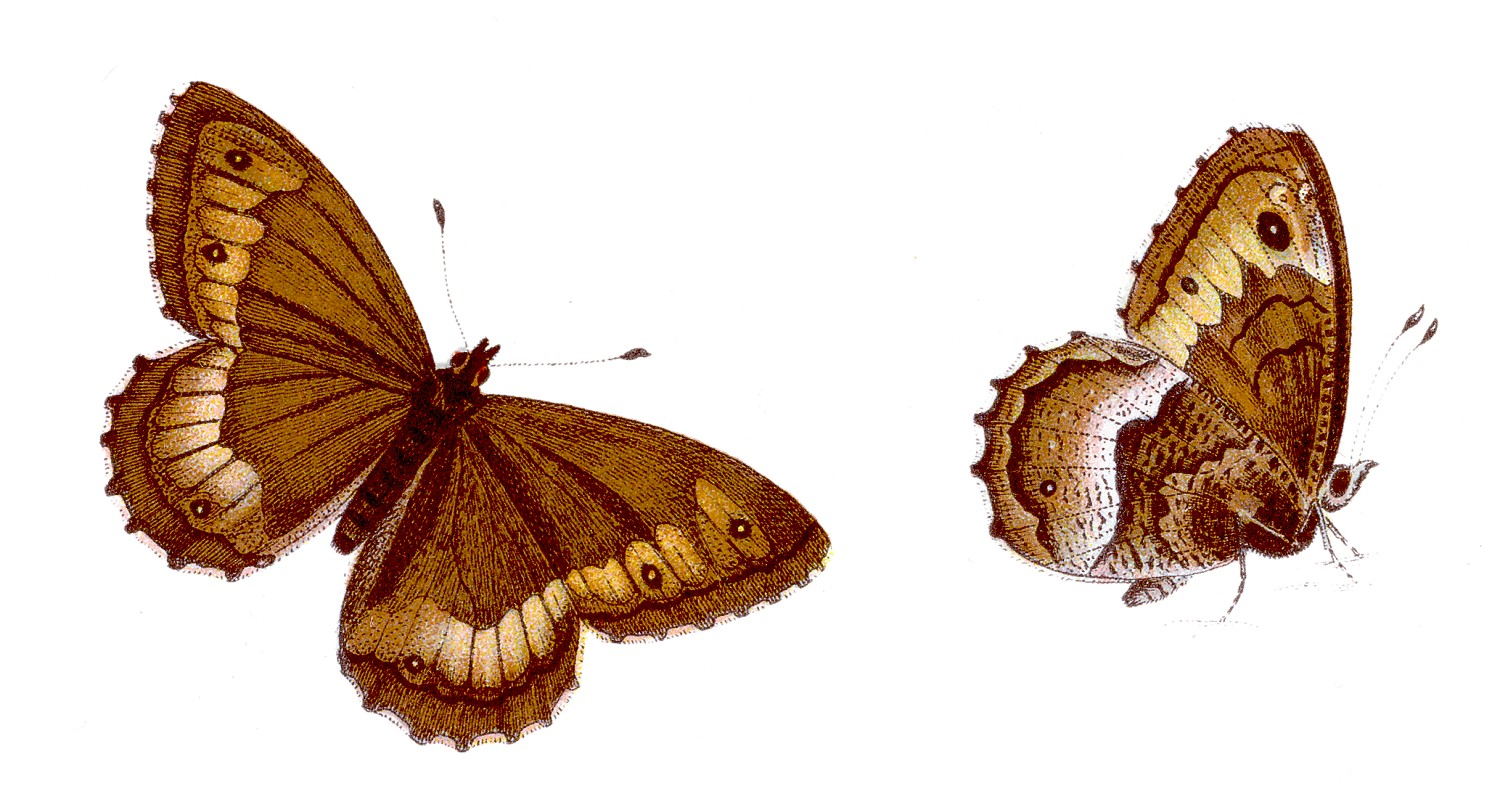

## Dottertaxa tillPseudochazara, i alfabetisk ordning[1]
- Pseudochazara alpina
- Pseudochazara altivolans
- Pseudochazara amymone
- Pseudochazara apollo
- Pseudochazara aristonicus
- Pseudochazara atambegi
- Pseudochazara augustini
- Pseudochazara aurantiaca
- Pseudochazara badachshana
- Pseudochazara baltistana
- Pseudochazara balucha
- Pseudochazara benderi
- Pseudochazara beroe
- Pseudochazara birgit
- Pseudochazara birgitae
- Pseudochazara bithyniae
- Pseudochazara brandti
- Pseudochazara caucasica
- Pseudochazara cingovskii
- Pseudochazara clarissima
- Pseudochazara coutsisi
- Pseudochazara daghestana
- Pseudochazara droshica
- Pseudochazara eremicola
- Pseudochazara esquilinus
- Pseudochazara geyeri
- Pseudochazara gilgitica
- Pseudochazara graeca
- Pseudochazara herrichi
- Pseudochazara kanishka
- Pseudochazara karsicola
- Pseudochazara kirgisa
- Pseudochazara kurdistana
- Pseudochazara larseni
- Pseudochazara lehana
- Pseudochazara lydia
- Pseudochazara mamurra
- Pseudochazara mniszechii
- Pseudochazara neglecta
- Pseudochazara obscura
- Pseudochazara occidentalis
- Pseudochazara pakistana
- Pseudochazara pallida
- Pseudochazara panjshira
- Pseudochazara pelopea
- Pseudochazara pelops
- Pseudochazara persica
- Pseudochazara porphyritica
- Pseudochazara pseudobaldiva
- Pseudochazara rhena
- Pseudochazara sagina
- Pseudochazara savalanica
- Pseudochazara schahrudensis
- Pseudochazara schakuhensis
- Pseudochazara selim
- Pseudochazara sintenisi
- Pseudochazara tarbagata
- Pseudochazara tekkensis
- Pseudochazara ulrike
- Pseudochazara ulrikeae
- Pseudochazara xerxes
- Pseudochazara zagoriensis